# Tiến Nông
Tiến Nông là một xã thuộc huyện Triệu Sơn, tỉnh Thanh Hóa, Việt Nam.
Xã Tiến Nông có diện tích 5,54 km², dân số năm 1999 là 6170 người, mật độ dân số đạt 1114 người/km².

## Phủ Vạn
Di tích Phủ Vạn thờ 3 tướng nhà Đinh Trần Công Hoan, Trần Công Huân và Trần Công Tiếu là những người có công giúp Đinh Bộ Lĩnh dẹp loạn sứ quân của Ngô Xương Xí, lập ra nước Đại Cồ Việt.